# Néréides
Pour les articles homonymes, voir Néréide.

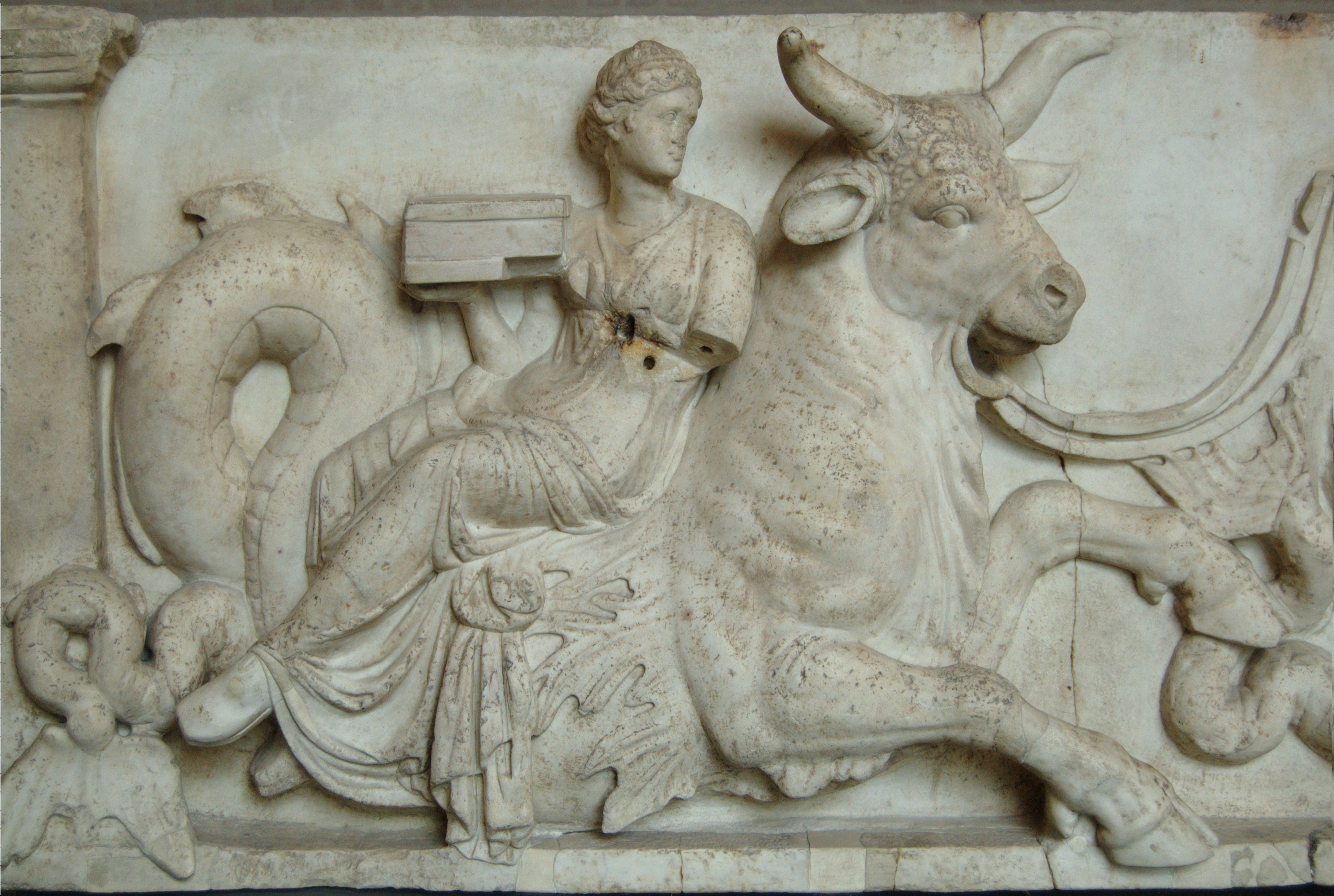
Une Néréide sur un taureau marin portant un présent pour les noces de Poséidon et Amphitrite, base d'un groupe sculpté (fin du, glyptothèque de Munich, inv. 239).

Dans la mythologie grecque, les Néréides sont des nymphes marines, filles de Nérée et de Doris.

## Étymologie
Le terme français « Néréides » provient du latin de même sens Nereides (pluriel de Nereis), lui-même dérivant du grec ancien Νηρῇδες / Nērêides, pluriel de Νηρῇς (Nērêis) (ou Νηρηΐδες / Nērēḯdes, pluriel de Νηρηΐς (Nērēḯs)). Ce terme est dérivé de Nérée (Νηρεύς (Nēreús)), père des Néréides ; ce dernier est peut-être lié au verbe νέω (néō), « nager ».
En français, le terme a également été écrit « Néréïdes » ou « Néréydes ».

## Mythologie

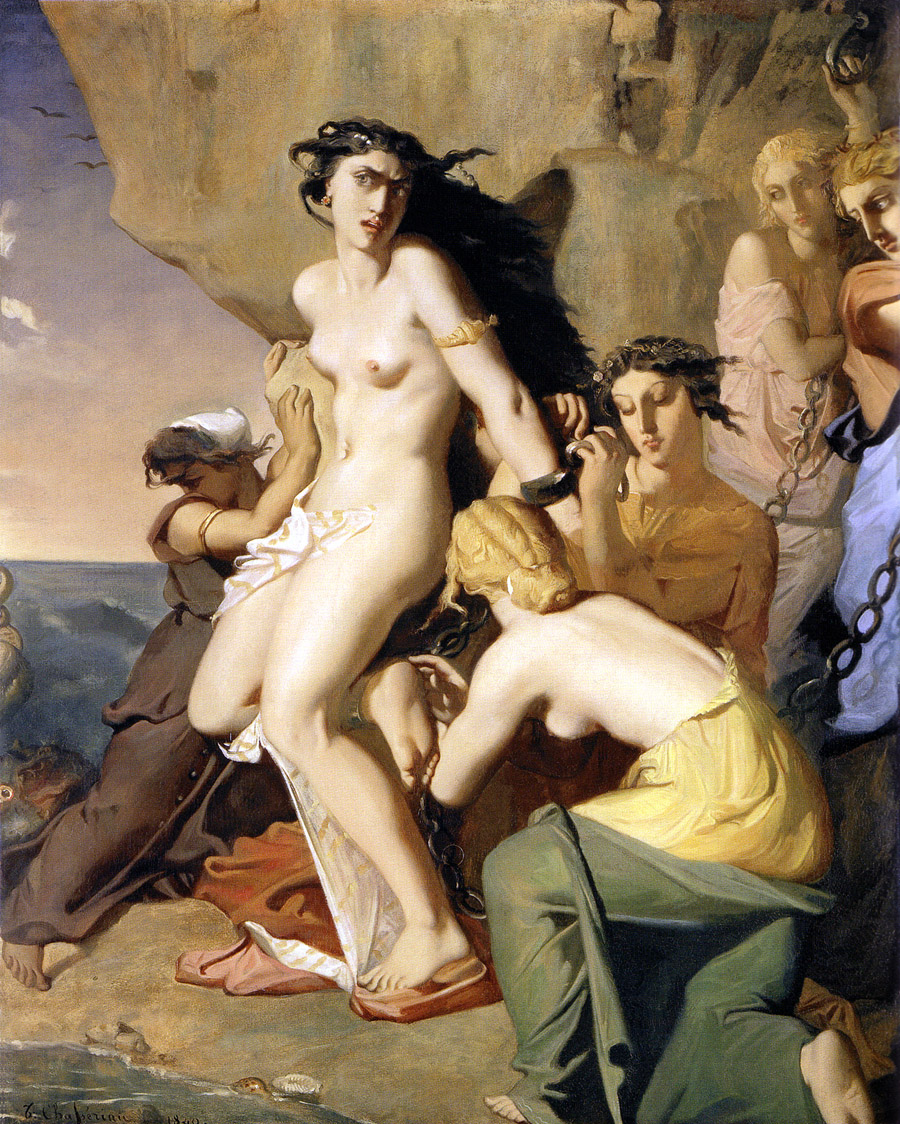
Andromède attachée au rocher par les Néréides
Théodore Chassériau, 1840
Paris, musée du Louvre.

Les Néréides sont des nymphes marines, filles du dieu marin Nérée et de l'Océanide Doris. Elles sont au nombre de cinquante et forment le cortège de Poséidon ; associées particulièrement à la mer Égée, souvent représentées chevauchant des monstres marins, elles symbolisent le mouvement de la mer et vivaient dans des palais sous-marins. Elles sont représentées comme de belles jeunes filles à la chevelure entrelacée de perles, portées sur des dauphins ou des hippocampes, et tiennent à la main tantôt un trident, tantôt une couronne ou une victoire, tantôt une branche de corail. Quelquefois, on les représente comme les sirènes, mi-femmes mi-poissons, c'est pourquoi elles sont souvent présentes avec les tritons sur les peintures et sculptures antiques.
Certaines Néréides sont plus connues que d'autres, telles Amphitrite, épouse de Poséidon, Thétis, mère d'Achille, Galatée, aimée du Cyclope Polyphème, ou Psamathée, mère de Phocos avec Éaque. Dans l’Iliade d'Homère, lorsque Thétis pleure en sympathie de la douleur d'Achille pour la mort de Patrocle, ses sœurs apparaissent. Opis est mentionnée dans l’Énéide de Virgile ; elle est appelée par la déesse Diane pour venger la mort de la guerrière Camille, tuée par Arruns. Armée par Diane, Opis transperce Arruns d'une flèche.
Les Néréides sont fières de leur beauté. Lorsque la reine d'Éthiopie Cassiopée prétend que sa fille Andromède est plus belle que les Néréides, elles exigent que Poséidon les venge. Celui-ci envoie le dragon marin Cétus ravager les côtes du pays. Paniqué, Céphée cherche conseil auprès de l'Oracle d'Ammon en Libye, lequel lui répond que la seule façon de sauver son royaume est de sacrifier sa fille Andromède au monstre.

## Catalogues antiques
Quatre ouvrages antiques recensent diverses Néréides. Les noms ne sont pas identiques d'une liste à l'autre, conduisant à près d'une centaine de Néréides distinctes :
- « Apollodore », dans la Bibliothèque  (livre I, chapitre 2, paragraphe 7), mentionne 45 Néréides :

« Νηρέως δὲ καὶ Δωρίδος Νηρηίδες, ὧν τὰ ὀνόματα Κυμοθόη Σπειὼ Γλαυκονόμη Ναυσιθόη Ἁλίη, Ἐρατὼ Σαὼ Ἀμφιτρίτη Εὐνίκη Θέτις, Εὐλιμένη Ἀγαύη Εὐδώρη Δωτὼ Φέρουσα, Γαλάτεια Ἀκταίη Ποντομέδουσα Ἱπποθόη Λυσιάνασσα, Κυμὼ Ἠιόνη Ἁλιμήδη Πληξαύρη Εὐκράντη, Πρωτὼ Καλυψὼ Πανόπη Κραντὼ Νεόμηρις, Ἱππονόη Ἰάνειρα Πολυνόμη Αὐτονόη Μελίτη, Διώνη Νησαίη Δηρὼ Εὐαγόρη Ψαμάθη, Εὐμόλπη Ἰόνη Δυναμένη Κητὼ Λιμνώρεια. »
« De Nérée et de Doris, fille de l'Océan naquirent les Néréides dont voici les noms : Cymothoé, Spéio, Glauconomé, Nausitoé, Alié, Érato, Sao, Amphitrite, Eunice, Thétis, Eulimène, Agavé, Eudore, Doto, Phéruse, Galatée, Actée, Protoméduse, Hippothoé, Lysianasse, Cymo, Éioné, Alimède, Plexaure, Eucrante, Proto, Calypso, Panopé, Cranto, Néoméris, Hipponoé, Ianira, Polynoé, Autonoé, Mélité, Dioné, Nésée, Déro, Evagoré, Psamathée, Eumolpe, Ioné, Dynamène, Céto et Limnorée. »
- Hésiode, dans la Théogonie (vers 240 à 264), en relève 53 :

« Νηρῆος δ’ ἐγένοντο μεγήρατα τέκνα θεάων / πόντῳ ἐν ἀτρυγέτῳ καὶ Δωρίδος ἠυκόμοιο, / κούρης Ὠκεανοῖο, τελήεντος ποταμοῖο, / Πλωτώ τ’ Εὐκράντη τε Σαώ τ’ Ἀμφιτρίτη τε / Εὐδώρη τε Θέτις τε Γαλήνη τε Γλαύκη τε / Κυμοθόη Σπειώ τε Θόη θ’ Ἀλίη τ’ ἐρόεσσα / Πασιθέη τ’ Ἐρατώ τε καὶ Εὐνίκη ῥοδόπηχυς / καὶ Μελίτη χαρίεσσα καὶ Εὐλιμένη καὶ Ἀγαυὴ / Δωτώ τε Πρωτώ τε Φέρουσά τε Δυναμένη τε / Νησαίη τε καὶ Ἀκταίη καὶ Πρωτομέδεια / Δωρὶς καὶ Πανόπεια καὶ εὐειδὴς Γαλάτεια / Ἱπποθόη τ’ ἐρόεσσα καὶ Ἱππονόη ῥοδόπηχυς / Κυμοδόκη θ’, ἣ κύματ’ ἐν ἠεροειδέι πόντῳ / πνοιάς τε ζαέων ἀνέμων σὺν Κυματολήγῃ / ῥεῖα πρηΰνει καὶ ἐυσφύρῳ Ἀμφιτρίτῃ, / Κυμώ τ’ Ἠιόνη τε ἐυστέφανός θ’ Ἁλιμήδη / Γλαυκονόμη τε φιλομμειδὴς καὶ Ποντοπόρεια / Ληαγόρη τε καὶ Εὐαγόρη καὶ Λαομέδεια / Πουλυνόη τε καὶ Αὐτονόη καὶ Λυσιάνασσα / [Εὐάρνη τε φυήν τ’ ἐρατὴ καὶ εἶδος ἄμωμος] / καὶ Ψαμάθη χαρίεσσα δέμας δίη τε Μενίππη / Νησώ τ’ Εὐπόμπη τε Θεμιστώ τε Προνόη τε / Νημερτής θ’, ἣ πατρὸς ἔχει νόον ἀθανάτοιο. / Αὗται μὲν Νηρῆος ἀμύμονος ἐξεγένοντο / κοῦραι πεντήκοντα, ἀμύμονα ἔργα ἰδυῖαι. »
« Et de Néreus naquit la race charmante des Déesses, dans la mer stérile, de Dôris à la belle chevelure, fille du fleuve sans fin Océan : Proto, Eukratè, Sao, Amphitrite, Eudore, Thétis, Galène, Glaucé, Kymothoé, la rapide Spéo, la riante Thalie, la gracieuse Mélité, Euliméné, Agave, Pasithée, Érato, Eunice aux bras roses, Doto, Proto, Phérouse, Dynamène, Nésée, Actée, Protomédie, Doris, Panopé, la belle Galatée, la charmante Hippothoé, Hipponoé aux bras roses, Cymodocé qui apaise aisément les flots de la noire mer et le souffle des vents sacrés, avec Cymatolège et avec Amphitrite ornée de beaux pieds ; et Cymo, Éioné, Halimède richement couronnée, la joyeuse Glauconomé, Pontoporie, Léagore, Évagoré, Laomédie, Polynomé, Autonoé, Lysianassa, Évarné douée d'un aimable naturel et d'une forme parfaite, Psamathée au beau corps, la divine Ménippé, Néso, Eupompé, Thémisto, Pronoé, Némertès qui avait l'âme de son père immortel. Ainsi, de l'irréprochable Néreus naquirent cinquante filles habiles aux irréprochables travaux. »
- Homère, dans l’Iliade (chant XVIII, vers 38 et suivants), en compte 34 :

« θεαὶ δέ μιν ἀμφαγέροντο / πᾶσαι ὅσαι κατὰ βένθος ἁλὸς Νηρηΐδες ἦσαν. / ἔνθ’ ἄρ’ ἔην Γλαύκη τε Θάλειά τε Κυμοδόκη τε / Νησαίη Σπειώ τε Θόη θ’ Ἁλίη τε βοῶπις / Κυμοθόη τε καὶ Ἀκταίη καὶ Λιμνώρεια / καὶ Μελίτη καὶ Ἴαιρα καὶ Ἀμφιθόη καὶ Ἀγαυὴ / Δωτώ τε Πρωτώ τε Φέρουσά τε Δυναμένη τε / Δεξαμένη τε καὶ Ἀμφινόμη καὶ Καλλιάνειρα / Δωρὶς καὶ Πανόπη καὶ ἀγακλειτὴ Γαλάτεια / Νημερτής τε καὶ Ἀψευδὴς καὶ Καλλιάνασσα· / ἔνθα δ’ ἔην Κλυμένη Ἰάνειρά τε καὶ Ἰάνασσα / Μαῖρα καὶ Ὠρείθυια ἐϋπλόκαμός τ’ Ἀμάθεια / ἄλλαι θ’ αἳ κατὰ βένθος ἁλὸς Νηρηΐδες ἦσαν. »
« Et autour de la Déesse étaient rassemblées toutes les Néréides qui sont au fond de la mer : Glaucé, Thalie, Cymodoké, Nésée, Spéio, Thoé, Halié aux yeux de bœuf, Cymothoé, Alcée, Limnorie, Mélité, Iaéra, Amphithoé, Agavé, Loto, Proto, Phérouse, Dynaméné, Déxamène et Amphinomé, Callianassa, Doris, Panopé, l'illustre Galatée, Némertès, Apseudès, Callianira, Clyméne, Ianira, Ianassa, Méra, Oreithye, Amathée aux beaux cheveux, les autres Néréides qui sont dans la profonde mer. »
- Hygin, dans la préface des Fabulae, en liste 48 :

« Ex Nereo et Doride Nereides quinquaginta, Glauce Thalia Cymodoce Nesaea Spio Thoe Cymothoe[a] Actaea Limnoria Melite Iaera Amphithoe Agaue Doto Prot[h]o Pherusa Dynamene Dexamene Amphinome Callianassa Doris Panope Galat[h]ea Nemertes Apseudes Clymene Ianira [Panopaea] Ianassa Maera Orithyia Amathia Drymo Xantho Ligea Phyllodoce Cydippe Lycorias Cleio Beroe Ephyre Opis Asia Deiopea Arethusa [Clymene] Creneis Eurydice Leucothoe. »
« De Nérée et Doris cinquante Néréides, Glaucé Thalie Cymodocé Nésée Spéio Thoé Cymothoé Actée Limnorie Mélité Iaéra Amphithoé Agavé Doto Proto Phéruse Dymanène Dexamène Amphinomé Callianassa Doris Panopé Galatée Némertès Apseudès Clymène Ianira [Panopé] Ianassa Méra Orithyie Amathée Drymo Xantho Ligée Phyllodocé Cydippe Lycorias Clio Béroé Éphyré Opis Asia Déiopé Aréthuse [Clymène] Crénéis Eurydice Leuchothé. »
Le tableau suivant reprend les mentions chez ces quatre auteurs. Le nom grec et sa transcription sont également indiqués, sauf lorsque présent uniquement chez Hygin (écrivain de langue latine).
| Néréide     | Nom grec     | Transcription | Apollodore | Hésiode | Homère | Hygin |
| ----------- | ------------ | ------------- | ---------- | ------- | ------ | ----- |
| Actée       | Ἀκταίη       | Aktaíē        | ✔️         | ✔️      | ✔️     | ✔️    |
| Agavé       | Ἀγαυή        | Agauḗ         | ✔️         | ✔️      | ✔️     | ✔️    |
| Amathée     | Ἀμάθεια      | Amátheia      |            |         | ✔️     | ✔️    |
| Amphinomé   | Ἀμφινόμη     | Amphinómē     |            |         | ✔️     | ✔️    |
| Amphithoé   | Ἀμφιθόη      | Amphithóē     |            |         | ✔️     | ✔️    |
| Amphitrite  | Ἀμφιτρίτη    | Amphitrítē    | ✔️         | ✔️      |        |       |
| Apseudès    | Ἀψευδής      | Apseudḗs      |            |         | ✔️     | ✔️    |
| Aréthuse    | Ἀρέθουσα     | Aréthousa     |            |         |        | ✔️    |
| Asia        | Ἀσία         | Asía          |            |         |        | ✔️    |
| Autonoé     | Αὐτονόη      | Autonóē       | ✔️         | ✔️      |        |       |
| Béroé       | Βερόη        | Beróē         |            |         |        | ✔️    |
| Callianassa | Καλλιάνασσα  | Kalliánassa   |            |         | ✔️     | ✔️    |
| Callianira  | Καλλιάνειρα  | Kalliáneira   |            |         | ✔️     |       |
| Calypso     | Καλυψώ       | Kalypsṓ       | ✔️         |         |        |       |
| Céto        | Κητώ         | Kētṓ          | ✔️         |         |        |       |
| Clio        | Κλειώ        | Kleiṓ         |            |         |        | ✔️    |
| Clymène     | Κλυμένη      | Klyménē       |            |         | ✔️     | ✔️    |
| Cranto      | Κραντώ       | Krantṓ        | ✔️         |         |        |       |
| Crénéis     |              |               |            |         |        | ✔️    |
| Cydippe     | Κυδίππη      | Kydíppē       |            |         |        | ✔️    |
| Cymatolège  | Κυματολήγη   | Kymatolḗgē    |            | ✔️      |        |       |
| Cymo        | Κυμώ         | Kymṓ          | ✔️         | ✔️      |        |       |
| Cymodocée   | Κυμοδόκη     | Kymodókē      |            | ✔️      | ✔️     | ✔️    |
| Cymothoé    | Κυμοθόη      | Kymothóē      | ✔️         | ✔️      | ✔️     | ✔️    |
| Déiopé      | Δηϊοπεία     | Dēïopeía      |            |         |        | ✔️    |
| Déro        | Δηρώ         | Dērṓ          | ✔️         |         |        |       |
| Déxamène    | Δεξαμένη     | Dexaménē      |            |         | ✔️     | ✔️    |
| Dioné       | Διώνη        | Diṓnē         | ✔️         |         |        |       |
| Doris       | Δωρίς        | Dōrís         |            | ✔️      | ✔️     | ✔️    |
| Doto        | Δωτώ         | Dōtṓ          | ✔️         | ✔️      | ✔️     | ✔️    |
| Drymo       |              |               |            |         |        | ✔️    |
| Dynamène    | Δυναμένη     | Dynaménē      | ✔️         | ✔️      | ✔️     | ✔️    |
| Éioné       | Ἠιόνη        | Ēiónē         | ✔️         | ✔️      |        |       |
| Éphyra      |              |               |            |         |        | ✔️    |
| Érato       | Ἐρατώ        | Eratṓ         | ✔️         | ✔️      |        |       |
| Eucrante    | Εὐκράντη     | Eukrántē      | ✔️         | ✔️      |        |       |
| Eudore      | Εὐδώρη       | Eudṓrē        | ✔️         | ✔️      |        |       |
| Eulimène    | Εὐλιμένη     | Euliménē      | ✔️         | ✔️      |        |       |
| Eumolpe     | Εὐμόλπη      | Eumólpē       | ✔️         |         |        |       |
| Eunice      | Εὐνίκη       | Euníkē        | ✔️         | ✔️      |        |       |
| Eupompe     | Εὐπόμπη      | Eupómpē       |            | ✔️      |        |       |
| Eurydice    | Εὐρυδίκη     | Eurydíkē      |            |         |        | ✔️    |
| Évagoré     | Εὐαγόρη      | Euagórē       | ✔️         | ✔️      |        |       |
| Évarné      | Εὐάρνη       | Euárnē        |            | ✔️      |        |       |
| Galatée     | Γαλάτεια     | Galáteia      | ✔️         | ✔️      | ✔️     | ✔️    |
| Galène      | Γαλήνη       | Galḗnē        |            | ✔️      |        |       |
| Glaucé      | Γλαύκη       | Glaúkē        |            | ✔️      | ✔️     | ✔️    |
| Glauconomé  | Γλαυκονόμη   | Glaukonómē    | ✔️         | ✔️      |        |       |
| Halié       | Ἁλίη         | Halíē         | ✔️         | ✔️      | ✔️     |       |
| Halimède    | Ἁλιμήδη      | Halimḗdē      | ✔️         | ✔️      |        |       |
| Hipponoé    | Ἱππονόη      | Hipponóē      | ✔️         | ✔️      |        |       |
| Hippothoé   | Ἱπποθόη      | Hippothóē     | ✔️         | ✔️      |        |       |
| Iaéra       | Ἴαιρα        | Íaira         |            |         | ✔️     | ✔️    |
| Ianassa     | Ἰάνασσα      | Iánassa       |            |         | ✔️     | ✔️    |
| Ianira      | Ἰάνειρα      | Iáneira       | ✔️         |         | ✔️     | ✔️    |
| Ioné        | Ἰόνη         | Iónē          | ✔️         |         |        |       |
| Laomédie    | Λαομέδεια    | Laomédeia     |            | ✔️      |        |       |
| Léagore     | Ληαγόρη      | Lēagórē       |            | ✔️      |        |       |
| Leucothoé   | Λευκοθέα     | Leukothéa     |            |         |        | ✔️    |
| Ligie       | Λιγεία       | Ligeía        |            |         |        | ✔️    |
| Limnoria    | Λιμνώρεια    | Limnṓreia     | ✔️         |         | ✔️     | ✔️    |
| Lycorias    | Λυκωριάς     | Lykōriás      |            |         |        | ✔️    |
| Lysianassa  | Λυσιάνασσα   | Lysiánassa    | ✔️         | ✔️      |        |       |
| Méra        | Μαῖρα        | Maîra         |            |         | ✔️     | ✔️    |
| Mélité      | Μελίτη       | Melítē        | ✔️         | ✔️      | ✔️     | ✔️    |
| Ménippé     | Μενίππη      | Meníppē       |            | ✔️      |        |       |
| Nausithoé   | Ναυσιθόη     | Nausithóē     | ✔️         |         |        |       |
| Némertès    | Νημερτής     | Nēmertḗs      |            | ✔️      | ✔️     | ✔️    |
| Néoméris    | Νεόμηρις     | Neómēris      | ✔️         |         |        |       |
| Nésée       | Νησαίη       | Nēsaíē        | ✔️         | ✔️      | ✔️     | ✔️    |
| Néso        | Νησώ         | Nēsṓ          |            | ✔️      |        |       |
| Opis        |              |               |            |         |        | ✔️    |
| Orithye     | Ὠρείθυια     | Ōreíthyia     |            |         | ✔️     | ✔️    |
| Panope      | Πανόπη       | Panópē        | ✔️         | ✔️      | ✔️     | ✔️    |
| Pasithée    | Πασιθέη      | Pasithéē      |            | ✔️      |        |       |
| Phéruse     | Φέρουσα      | Phérousa      | ✔️         | ✔️      | ✔️     | ✔️    |
| Phyllodocé  |              |               |            |         |        | ✔️    |
| Pleuxaure   | Πληξαύρη     | Plēxaúrē      | ✔️         |         |        |       |
| Ploto       | Πλωτώ        | Plōtṓ         |            | ✔️      |        |       |
| Polynomé    | Πολυνόμη     | Polynómē      | ✔️         | ✔️      |        |       |
| Pontoméduse | Ποντομέδουσα | Pontomédousa  | ✔️         |         |        |       |
| Pontoporie  | Ποντοπόρεια  | Pontopóreia   |            | ✔️      |        |       |
| Poulunoé    | Πουλυνόη     | Poulynóē      |            | ✔️      |        |       |
| Pronoé      | Προνόη       | Pronóē        |            | ✔️      |        |       |
| Proto       | Πρωτώ        | Prōtṓ         | ✔️         | ✔️      | ✔️     | ✔️    |
| Protomédie  | Πρωτομέδεια  | Prōtomédeia   |            | ✔️      |        |       |
| Psamathée   | Ψαμάθη       | Psamáthē      | ✔️         | ✔️      |        |       |
| Sao         | Σαώ          | Saṓ           | ✔️         | ✔️      |        |       |
| Spéio       | Σπειώ        | Speiṓ         | ✔️         | ✔️      | ✔️     | ✔️    |
| Thalie      | Θάλεια       | Tháleia       |            | ✔️      | ✔️     | ✔️    |
| Thémisto    | Θεμιστώ      | Themistṓ      |            | ✔️      |        |       |
| Thétis      | Θέτις        | Thétis        | ✔️         | ✔️      | ✔️     |       |
| Thoé        | Θόη          | Thóē          |            | ✔️      | ✔️     | ✔️    |
| Xantho      |              |               |            |         |        | ✔️    |

### Autres auteurs
Quelques Néréides non présentes dans les quatre catalogues principaux peuvent aussi être trouvées :
- Néère, Neaera ou Neera, peut-être la mère d'Absyrtus par Éétès[4].
- Pronoia, la Prévoyance, épouse de Prométhée, une Néréide[5] ou une Océanide[6] selon les auteurs, peut-être confondue avec Pronoé.
- Iphianassa, une des 50 Néréides d'après Lucien[7].

## Évocation moderne

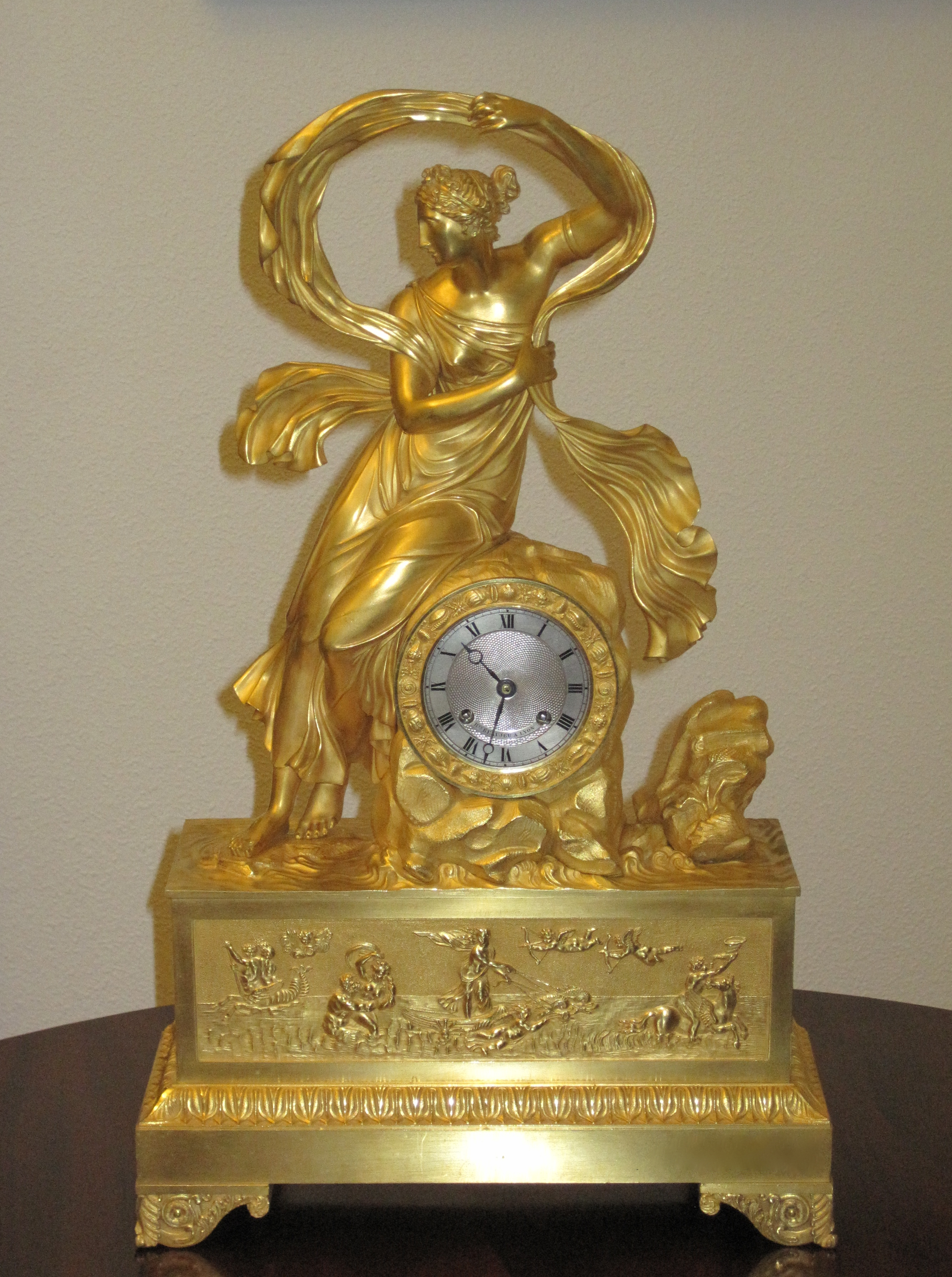
Pendule de cheminée de style Empire représentant la Néréide Galatée (1822, palais Catherine, Pouchkine).

### Arts

#### Littérature
- Au XIXe siècle, l'écrivain français Théophile Gautier écrit un poème Les Néréides dans son recueil Émaux et Camées (publié en 1852). Le poème décrit un tableau à l'aquarelle représentant les Néréides en mer. Cette toile est probablement fictive, mais Gautier s'inspire de tableaux réels qui représentent fréquemment ces figures mythologiques à son époque, notamment Les Néréides du peintre Auguste Gendron (1851) ou La Vapeur mettant en fuite les dieux marins d'Horace Vernet (1847) qui doit alors décorer un plafond de la Chambre des députés[8].
- Une nouvelle de Marguerite Yourcenar s'intitule L'homme qui a aimé les Néréides qui décrit le triste sort d'un jeune homme, fils de paysan grec, tombé amoureux des Néréides et devenu fou.

#### Musique
Les Néréides apparaissent également dans la musique : en 2007, en France, le groupe breton Tri Yann leur consacre une chanson, J'ai croisé les Néréides, dans son album Abysses qui a pour thème le monde sous-marin.

### Sciences

#### Biologie

##### Enzoologie
Les noms de Nérée, Doris et de la plupart des Néréides sont attribués à plusieurs animaux marins (noms de genres, initialement), comme :
- Annélides : Néréis, Amphinomé, Amphitrite, Clymène, Déro, Eunice, Eupompe, Hipponoé, Néoméris, Phéruse, Phyllodoce, Polynoe, Psamathée, Spio, Xantho
- Cnidaires : Dynamène, Laomedie, Nausithoé, Pleuxaure, Thoé
- Crustacés :  Amphithoé, Apseudès, Autonoé, Cymodocé, Callianassa, Cymo, Dèxamené, Dynamène, Eucrante, Eurydice, Galatée, Galène, Halimède, Leucothoé, Limnoréia, Pontoporie, Pronoé, Protomédie, Thémisto, Thoé, Xantho
- Cténaires : Beroe, Callianira, Cydippe, Déiopé
- Bryozoaires : Phéruse
- Némertes : nom de l'embranchement ; plusieurs noms de genre sont également dérivés de Némertès
- Mollusques : Clio, Doris, Erato, Glauconomé, Panope

Des insectes, en particulier des papillons, tiennent aussi leurs noms de Néréides:
- Coléoptères : Eumolpe
- Lépidoptères : Cymothoé, Mélitée, Pontoporie

##### Enbotanique
Plusieurs genres d'algues tiennent leurs noms de Néréides:
- Algues rouges : Dione, Galènes
- Algues vertes : Halimeda, Néoméris

Ainsi que des herbes marines : 
- Cymodicée

D'autres plantes également :
- le genre Agave pourrait tirer son nom d'Agavé.
- Éricacées : Leucothoé, Phyllodocé

#### Astronomie

##### Nébuleuse
SNR 107.5-5.2, surnommée la nébuleuse des Néréides, un rémanent de supernova découvert en 2023, a été nommée ainsi par ses découvreurs en raison de l’aspect ondulé de ses nébulosités, semblable à des vagues, ainsi que pour sa localisation dans la constellation de Cassiopée, l'histoire de la reine Cassiopée se recoupant avec celle des Néréides qu'elle avait offensée.

##### Lunes
Les satellites naturels de Neptune portent le nom de personnages de la mythologie gréco-romaine associés à Poséidon/Neptune et aux océans. En particulier, les satellites irréguliers sont nommés d'après les Néréides :
- Galatée (Neptune VI)
- Halimède (Neptune IX)
- Laomédie (Neptune XII)
- Néréide (Neptune II)
- Néso (Neptune XIII)
- Psamathée (Neptune X)
- Sao (Neptune XI)

Plusieurs autres lunes portent le nom de Néréides :
- Thémisto, une des lunes de Jupiter,
- Actée, le satellite du transneptunien (120347) Salacie,

##### Astéroïdes
- (200) Dynamène est un astéroïde de la ceinture principale devant son nom à la Néréide Dynamène.
- (427) Galène est un astéroïde de la ceinture principale devant son nom à la Néréide Galène.

- (188) Ménippé est pour sa part un astéroïde de la ceinture principale devant son nom à Ménippé, la fille d'Orion, et non à la Néréide Ménippé.
- (35) Leucothée (désignation internationale (35) Leukothea) est un astéroïde de la ceinture principale devant son nom à la Néréide Leucothoé[pas clair]

## Iconographie

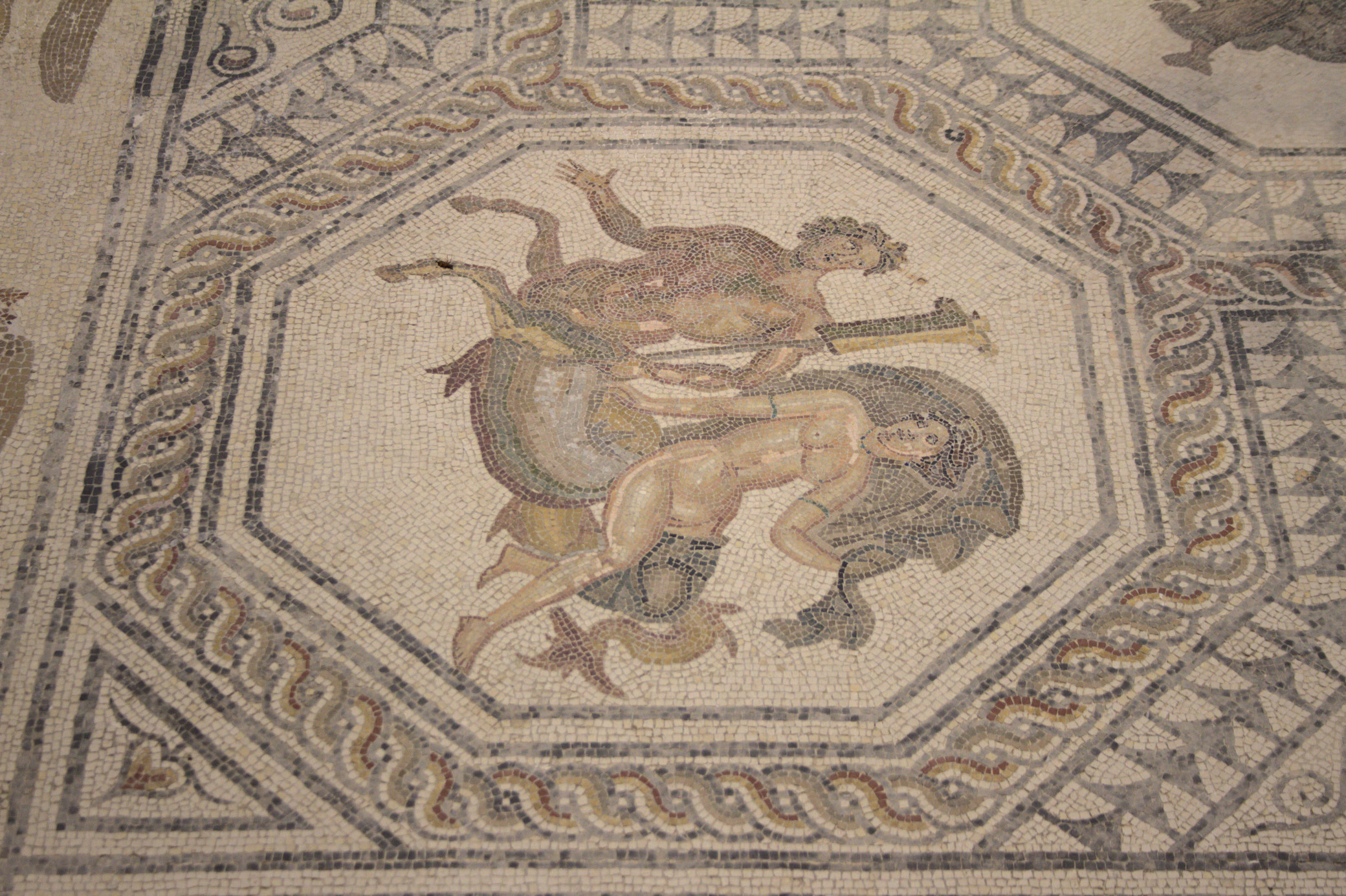
Un Triton et une Néréide ornant un des médaillons de la mosaïque de divinités (Villa gallo-romaine d'Orbe-Boscéaz, IIe siècle)
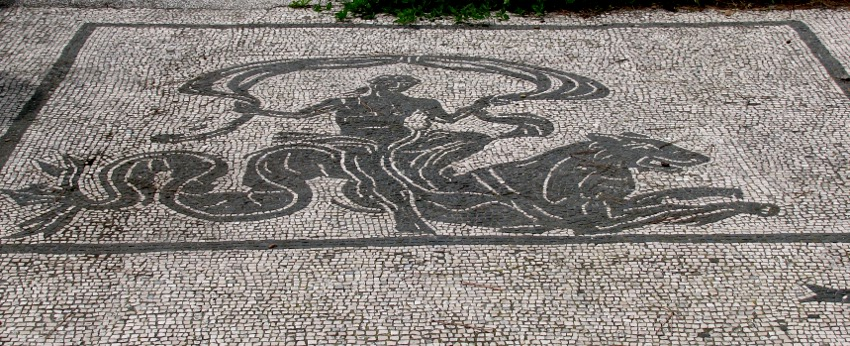
Mosaïque de la place des Corporations à Ostie (IIe siècle).
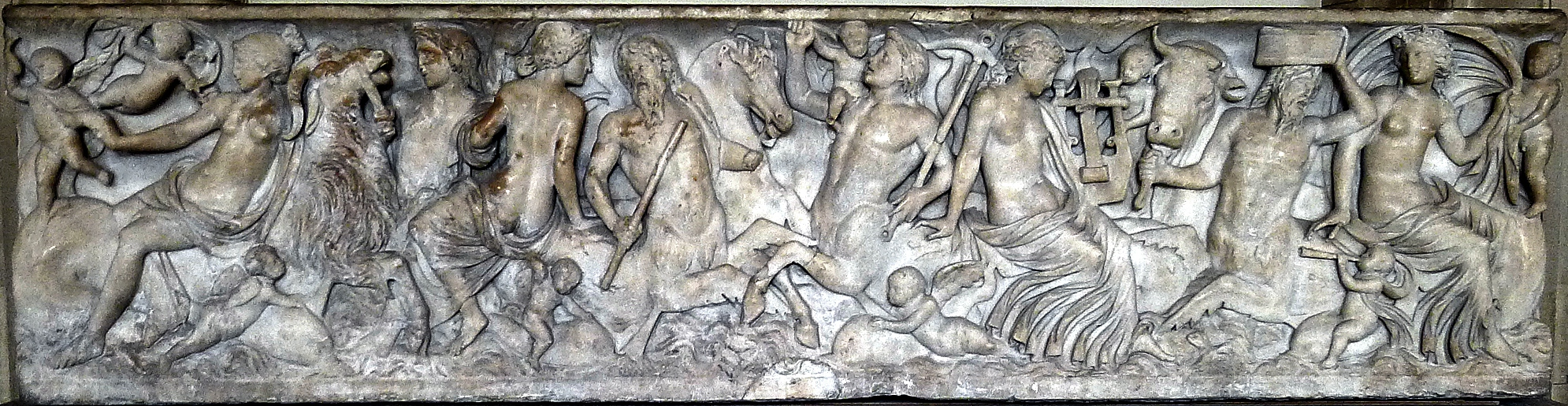
Sarcophage romain dit « tombeau des Néréides » (milieu du IIe siècle, musée du Louvre[11]).

#### Sources antiques
- Pseudo-Apollodore, Bibliothèque [détail des éditions] [lire en ligne] (livre I, chapitre 2, paragraphe 7)
- Hésiode, Théogonie [détail des éditions] [lire en ligne] (vers 240 à 265).
- Homère, Iliade [détail des éditions] [lire en ligne] (chant XVIII, vers 38 et suivants)
- Hygin, Fables [détail des éditions] [(la) lire en ligne] (préface)
- Virgile, Énéide [détail des éditions] [lire en ligne], (chant I, vers 142)

#### Ouvrages modernes
- Pierre Grimal, Dictionnaire de la mythologie grecque et romaine, Paris, Presses universitaires françaises, 1976, 5e éd., 576 p., p. 314Cet ouvrage liste 77 Néréides.
- Collectif, Lexicon Iconographicum Mythologiae Classicae, Zurich, Munich, Dusseldorf, Artemis Verlag, 1981–1999